# 秘文
秘文（ひぶん、英: Hibun）とは、日立ソリューションズが提供している情報漏洩対策ソフトウェア群である。秘文、秘文AE (Advanced Edition)、秘文ME (Management Edition)、秘文LE (Light Edition)に分かれており、約40製品が存在するが、新規販売を継続しているのは12製品に限られる。2024年3月時点で累計8,900社964万ライセンスの実績がある。

## 製品
秘文シリーズは13-XXが最新バージョンであり、一部の旧バージョンも含めて12製品が販売中である。

### 新規販売中の製品
3つの秘文 (「出さない」「見せない」「放さない」)
秘文 Device Control - ファイルなどの不正持ち出しによる情報漏洩を防止。持出制御ツール。
秘文 Data Encryption - AES-128及びAES-256を使用できる。
秘文 Data Protection
秘文 Server
秘文 Endpoint Protection Service
秘文 統合エンドポイント管理サービス
for 秘文
Full Disk Encryption for 秘文
秘文AEシリーズ/秘文LEシリーズ
秘文AE ContentsGate Base
秘文AE ContentsGate 開発キット
秘文AE ContentsFilter
秘文AE 開発キット
秘文 File Encryption

### 販売およびサポート期間
秘文サポートライフサイクルによると、販売期間はメジャーバージョンリリースから5年間、サポート期間はメジャーバージョンをリリースした時点から10年間または稼働するWindows OSのサポート終了期間に依存する。また、個別契約による延長保守サポートサービスを提供している。
メール・Web
秘文AE Email Gateway - S/MIMEでの暗号化、復号及び電子署名に対応している。
秘文AE Web Gateway
スマートデバイス
秘文AE SmartDevice Extension
秘文AE SmartDevice Encryption
秘文 Cloud Data Protection
エンドポイント
秘文AE Information Cypher - AES-128を使用している。
秘文AE Full Disk Encryption - Pointsec for PC (現Check Point Endpoint Security) のOEM。AES-256、Blowfish 256bit、3DES 112bit (168bitとも呼ばれる)、CAST-128を使用できる。
秘文AE Optical Disc Encryption
秘文AE Information Fortress
秘文AE AccessPoint Control
秘文AE IF Plus
秘文ME Agent/Operation Monitor
秘文AE Watermark Print
秘文AE SecurityProcessNavigator
秘文LE Personal Office
ファイルサーバ
秘文AE FileServer
秘文 Server Extension
秘文AE SecurityPolicyEnfocer ServerAgent
統合サーバ
秘文 Server Basic
秘文 Server Extension
その他
秘文AE Server
秘文AE ServerDefender
秘文AE MailGuard
秘文AE WebGuard
秘文AE Authentication
秘文AE Wiper
秘文ME Manager/Agent
秘文ME Alert Agent
秘文ME Log Manager
秘文ME Port Discovery
秘文ME Port Blocker
秘文 暗号化パック
秘文運用強化パック
秘文LOGNavi

## 歴史
秘文は日立ソリューションズの前身である日立ソフトが1996年に提供を開始した。開発をスタートしたときにめざしたのはセキュリティ製品ではなく「ITの有効活用」であり、今まで不可能だったことを可能にすることが設計思想としてあったという。その後、2010年10月に日立ソリューションズに統合され引き継がれた。2015年にはシリーズの構成が大きく刷新された。
- 2004年7月 「秘文2004」の新製品「秘文 AE WebGuard」の販売開始[8]。
- 2005年3月 「秘文」が100万ライセンス突破[9]。
- 2005年6月 セキュリティ管理を行う「秘文ME」シリーズが追加された[10]。
- 2005年12月 「秘文 ME Operation Monitor」を追加[11]。
- 2007年4月 「秘文 Ver.7.8」と、透かし印刷による情報漏えい抑止製品「Watermark Print for 秘文」を販売開始[12]。
- 2009年6月 「秘文Ver.9.0」を提供開始[13]。
- 2010年2月 新シリーズ「秘文LEシリーズ」を発表、「秘文LE Personal Office」を提供開始[14]。
- 2010年10月 日立ソフトが日立ソリューションズに統合[15]。
- 2012年12月 秘文サポートライフサイクルが改定された[4]。
- 2013年8月 クラウド上のファイルを安全に利用できる「秘文 Cloud Data Protection」を提供開始[16]。
- 2014年12月 「秘文 Data Protection」を提供開始、新しい3つの秘文に刷新することが発表された[1]。これまで「エンドポイント」「メール・Web」「クラウド・スマートデバイス」「ファイルサーバ」という利用環境をベースにした4つのカテゴリを刷新し、3つの秘文「出さない」「見せない」「放さない」に分類した[1]。
- 2015年8月 3つの秘文に基づいた新製品「秘文 Device Control」「秘文 Data Encryption」と、機能を強化した「秘文 Data Protection」を提供開始[17]。
- 2018年12月 管理サーバー機能をクラウド型で提供する「秘文 Endpoint Protection Service」を提供開始[18]。
- 2021年3月 ポスチャマネジメントサービスの「秘文 統合エンドポイント管理サービス」を提供開始[19]。

## 問題
秘文シリーズはフィルタドライバなどの技術を使用するため、他のセキュリティソフトウェアとの間でたびたび相性問題を起こしているが、概ね対策はされている。